# Montluçon
Montluçon település Franciaországban, Allier megyében. Lakosainak száma 33 317 fő (2022. január 1.). Montluçon Désertines, Domérat, Lavault-Sainte-Anne, Néris-les-Bains, Prémilhat, Saint-Angel és Saint-Victor községekkel határos.

## Népesség
A település népessége az elmúlt években az alábbi módon változott:
| Lakosok száma | 57 871 | 49 912 | 44 248 | 39 889 | 37 839 | 36 946 | 35 653 | 34 361 | 33 822 | 33 317 |
|               | 1968   | 1982   | 1990   | 2006   | 2013   | 2015   | 2017   | 2019   | 2020   | 2022   |